# Pseudobenedenia noblei
Pseudobenedenia noblei är en plattmaskart. Pseudobenedenia noblei ingår i släktet Pseudobenedenia och familjen Capsalidae. Inga underarter finns listade i Catalogue of Life.